# Veleno

Simbolo convenzionale identificativo delle sostanze tossiche (riconosciuto internazionalmente nel sistema GHS, adottato anche nell'UE)

Simbolo convenzionale identificativo delle sostanze tossiche nell'UE (fino al 2010)

Simbolo di pericolo associato a sostanze velenose, definito dalla norma ISO 7010.

Un veleno è una sostanza che, assunta da un organismo vivente, ha effetti dannosi temporanei o permanenti, fino a essere letali, attraverso un meccanismo chimico. Non sono invece considerate veleni le sostanze che hanno effetti dannosi per azione meccanica (per esempio esplosivi) o per emissione di radiazioni (per esempio uranio e altre sostanze radioattive). L'assunzione di un veleno da parte di un uomo o di un animale si dice "avvelenamento". Una sostanza in grado di contrastare l'azione di un veleno è chiamata "antidoto".
Nella lingua inglese si distinguono gli animali velenosi che iniettano attivamente il veleno (detti Venom venomous) da quelli che lo rilasciano passivamente una volta che vengono mangiati (Poison poisonous).
I veleni possono essere sia di origine naturale, sia prodotti da attività antropica. I veleni prodotti da organismi viventi sono anche detti "tossine".

## Simbolo
Il simbolo convenzionale per le sostanze tossiche è il teschio con le tibie incrociate e il simbolo unicode che lo rappresenta è ☠ (U+2620).

## Propagazione
Il veleno provoca effetti a livello locale (cioè nel punto in cui il veleno viene messo in circolo) e generale (in tutto l'organismo).
Il veleno per produrre effetti sull'organismo deve mescolarsi con il sangue. Ciò è reso possibile dall'assorbimento di tali tossine dalle mucose gastroenterica e respiratoria. Anche la pelle, quando non è intatta ed è messa a nudo (per infezioni, ferite, iniezioni venose, piaghe, ulcere...), funge da assorbente di tali sostanze.

## Eliminazione
L'eliminazione di tali sostanze può avvenire dalle vie respiratorie (con alcol, etere o cloroformio), dal tubo gastro-enterico (con vomito o diarrea), dai reni (con cantaridi o ioduro di potassio) e dal fegato tramite la bile. Questa eliminazione da parte del corpo non sempre è molto efficace. Un metodo per allontanare il veleno dalla mucosa gastrica è lo svuotamento dello stomaco, fatto tramite emetici o lavanda gastrica.

## Cause
L'assunzione di un veleno può avvenire in svariati modi. Generalmente essa può avvenire per:
- danni dovuti ad armi chimiche
- morsi di particolari animali (per esempio serpenti)
- pessime condizioni igieniche

## Conseguenze
Le conseguenze dell'esposizione a una sostanza tossica possono essere di tipo sistemico (generale) o di tipo locale. Esse possono essere:
- morte
- irritazione o corrosione dei tessuti cutanei o degli occhi
- sensibilizzazione
- mutagenesi
- carcinogenesi
- embriotossicità

## Aspetti che determinano la tossicità di una sostanza

### Dose
(Paracelso)
Il concetto di veleno non può essere separato dal concetto di "dose". In natura infatti praticamente tutte le sostanze possono provocare un danno su un organismo vivente; quello che permette di identificare una sostanza come tossica è la dose a cui provoca effetti dannosi.
Alcune sostanze devono essere ingerite in quantità enormi per provocare un danno (per esempio l'acqua o il normale sale da cucina), altre a dosi piccolissime (per esempio il cianuro). In maniera analoga farmaci a determinate dosi hanno effetti curativi, mentre ad altre dosi (più elevate) sono tossici (per esempio la digitale).
La dose però, in molti casi, dipende dall'età: una dose di una sostanza ritenuta tossica per un bambino può avere effetti più attenuati in un adulto.

### Tempo di esposizione
Oltre alla dose di sostanza assorbita dall'organismo la tossicità di una sostanza è determinata dal tempo di esposizione alla sostanza stessa. Infatti la stessa dose di una sostanza può essere più pericolosa se è assorbita da un organismo in tempi più brevi, mentre piccole dosi di una sostanza generalmente non dannose possono costituire un pericolo se vengono assimilate ripetutamente per molto tempo.
In questo senso si fa distinzione tra:
- effetti acuti: dovuti a una singola somministrazione di un'elevata dose di sostanza in un breve tempo;[2]
- effetti subacuti: associati a una dose di sostanza meno elevata assorbita per un intervallo di tempo di circa 28 giorni;[2]
- effetti cronici: associati a una dose di sostanza ancora più bassa assorbita durante il 10% della vita dell'organismo;[2]
- effetti subcronici: associati a una dose di sostanza piccolissima assorbita durante tutta la vita dell'organismo.[2]

### Abitudine
L'effetto di molti veleni viene diminuito dall'abitudine (e la conseguente assuefazione progressiva). Si pensi per esempio agli oppiofagi, ai mangiatori di arsenico e ai fumatori, i quali - nel consumo delle sostanze da cui sono rispettivamente dipendenti - finiscono coll'assumere dosi dei rispettivi veleni che risulterebbero micidiali a chi non vi fosse abituato.

### Idiosincrasia e malattie
Talvolta un organismo, venendo a contatto con un agente esterno, ha una speciale predisposizione (idiosincrasia) nel produrre effetti diversi da quelli comuni: una sostanza di per sé tossica, per esempio, non produrrà alcun effetto (così come vale il contrario).
Se un soggetto è affetto da patologie esse possono alterare l'effetto dovuto alla dose della sostanza tossica. Per esempio se viene ingerito oppio da un individuo con il tetano gli effetti saranno innocui; se l'oppio viene assunto da una persona con gastro-enterite o affezioni renali gli effetti porteranno all'apoplessia o anche alla morte.

## Parametri
Esistono diversi parametri che sono utilizzati per stimare la dose e il tempo di esposizione oltre il quale una sostanza può essere definita "tossica". I più importanti sono:
- LD50 (Lethal Dose 50, dose letale 50): è la dose in milligrammi di una sostanza in grado di uccidere la metà di una popolazione campione (misurata in chilogrammi) di animali testati.[2] Tale valore fa riferimento a una singola amministrazione (quindi stima gli effetti acuti della sostanza[2]) e va letto assieme al tipo di animale testato e al tipo di somministrazione (per esempio orale, cutanea, per via endovenosa, per inalazione, ecc.). Per esempio la vipera comune possiede un LD50 pari a sei nei confronti del topo, e ciò significa 6 mg di veleno per 1 kg di topi; per il calabrone tale valore scende a tre mentre nel temibile cobra dagli occhiali è pari ad appena 0,29. Quindi il veleno del cobra dagli occhiali è diciotto volte più potente di quello della vipera.[4]
- LC50 (Lethal Concentration 50, concentrazione letale 50): è la concentrazione in milligrammi di una sostanza per litri di aria in grado di uccidere la metà di una popolazione campione di animali testati.[2]
- NEL (No Effect Level): rappresenta il livello (espresso in milligrammi di sostanza per chilogrammi di peso corporeo e giorni di somministrazione) al di sotto del quale non si hanno effetti di alcun tipo.[2]
- NOEL (No Observed Effect Level): rappresenta il livello (espresso in milligrammi di sostanza per chilogrammi di peso corporeo e giorni di somministrazione) al di sotto del quale non si osservano effetti di alcun tipo.[2]
- NOAEL (No Observed Adverse Effect Level): rappresenta il livello (espresso in milligrammi di sostanza per chilogrammi di peso corporeo e giorni di somministrazione) al di sotto del quale non si osservano effetti dannosi per la salute.[2]

## Alcune sostanze tossiche comuni

### Se assunte in grandi quantità
- Piombo
- Cloro
- Acido solforico (H2SO4), che causa dolori allo stomaco e vomito con materiale brunastro, acido ed "effervescente"
- Acido nitrico, se inalato in grandi quantità (soprattutto nelle industrie) dà origine alla dispnea, una tosse letale che causa la congestione dei polmoni
- Acido ossalico
- Acido muriatico
- Stagno
- Anilina
- Petrolio

### Sostanze letali in modiche quantità
- Acido acetico, mortale se inalato con dosi superiori ai 20 g
- Biossalato di potassio, utilizzato come anti-ruggine e che se assunto in quantità superiori a 12-18 grammi causa la morte
- Idrossido di sodio
- Essenza di trementina (acquaragia)

### Piante velenose
- Crotontiglio, sei gocce dell'olio dei suoi semi possono essere mortali
- Colchico, pianta interamente velenosa, diffusa nel Mediterraneo
- Elleboro bianco
- Foglie di sabina
- Evonimo
- Agrostemma githago
- Fior di stecco
- Conium maculatum
- Bacche di morella
- Semi di ricino
- Semi di noce vomica
- Aconito
- Tasso
- Oleandro

### Piante eccitanti
- Belladonna
- Giusquiamo
- Datura
- Artemisia contra/iudaica (da cui si fabbrica il semen contra)
- Coca

### Piante paralizzanti e ipnotiche
- Papavero da oppio